# کیتی کالن
کیتی کالن (انگلیسی: Kitty Kallen؛ زادهٔ ۲۵ مهٔ ۱۹۲۱) یک خواننده اهل ایالات متحده آمریکا بود.